# Samsung Galaxy A42 5G
Samsung Galaxy A42 5G (также известный как Samsung Galaxy M42 5G в некоторых странах) — Android-смартфон среднего класса, разработанный Samsung Electronics в рамках своей линейки A-серии. Телефон был анонсирован 2 сентября 2020 года во время виртуального мероприятия Samsung «Life Unstoppable» и впервые выпущен 11 ноября 2020 года в качестве преемника Galaxy A41. Телефон поставляется с предустановленной ОС Android 10 и пользовательским программным оверлеем Samsung One UI 2.5, которое можно обновить до Android 13 с помощью One UI 5.0. Он был переименован в Samsung Galaxy M42 5G в Индии и запущен в линейке серии M 1 мая 2021 года.

## Технические характеристики

### Аппаратное обеспечение
Galaxy A42 5G оснащен чипсетом Qualcomm Snapdragon 750G. Он имеет 128 ГБ памяти и 4, 6 или 8 ГБ оперативной памяти, а также гибридный слот для двух карт Nano SIM и microSDXC.
Телефон оснащен 6,6-дюймовым дисплеем HD+ Super AMOLED с соотношением экрана к корпусу 84,3% и соотношением сторон 20:9. Как и его предшественник, здесь есть оптический сканер отпечатков пальцев, встроенный в дисплей.
Емкость аккумулятора составляет 5000 мАч, поддерживается быстрая зарядка мощностью до 15 Вт.
Доступные варианты цвета: Prism Dot Black, Prism Dot White и Prism Dot Grey.

### Камеры
Galaxy A42 5G имеет четырехъядерную камеру с датчиком шириной 48 МП, сверхшироким датчиком 8 МП, макросенсором 5 МП и датчиком глубины 5 МП. Фронтальная камера использует сенсор на 20 МП и расположена в U-образном вырезе экрана. Задняя камера способна записывать видео 4K со скоростью 30 кадров в секунду, а передняя камера ограничена 1080p.

### Программное обеспечение
Galaxy A42 5G был запущен с Android 10 и One UI 2.5. Он получил обновление для Android 11 и One UI 3.1 в марте 2021 года, а также для Android 12 и One UI 4.0 в январе 2022 года. Он получил One UI 4.1 в апреле 2022 года и Android 13 с One UI 5.0 в январе 2023 года.

## История
Samsung Galaxy A42 5G был анонсирован на виртуальном мероприятии Samsung «Life Unstoppable» 2 сентября 2020 года вместе с Samsung Galaxy Tab A7 и различными другими продуктами. Он поступил в продажу в ноябре 2020 года.